# みんなのうみ
「みんなのうみ」は、
- TUBEの47枚目のシングル。本項で詳述。
- 上記のシングルのタイトル曲を題材とした絵本。作：前田亘輝、林柳波、絵：なかむらみつる。2006年6月21日発売。発売元はサンクチュアリ・パブリッシング。ISBN 4861130131

『みんなのうみ』は、TUBEの通算47作目のシングル。2006年6月 - 7月に、NHKの音楽番組『みんなのうた』で放送された。

## 概要
放送時のイラストとCDジャケットはなかむらみつる、アニメーションはシイタケコが手掛ける。2005年はデビュー20周年を迎え、行ったライブイベント「Seaside Vibration」の途中からこの楽曲の発想が生まれた。
歌詞では、四季の海の様子を紹介した後、童謡「海」をまじえた後、同歌詞を別のメロディーで歌い、海の広大さを歌っている。
『みんなのうた』では、5分間1曲枠で放送された。
2006年8月・9月にお楽しみ枠で再放送された。
初回放送から2年後の、2008年6月・7月は、ラジオのみの再放送だったが、視聴者から多数の要望を受け、2016年4月9日と5月7日の『みんなのうたリクエスト』で、テレビでは10年ぶりの再放送が決定された。
なお、この楽曲はテレビとラジオで異なる箇所があるが、テキストや番組ホームページには記載されていない。当該箇所はテレビとラジオとの放送相違点参照。
余談だが、番組タイトル『みんなのうた』とは1字違いである。

## テレビとラジオの放送相違点
- 伴奏が違う。（テレビでは、ハープ、ラジオでは、バンド）
- ドラム音が違う。（テレビでは、少ししか聞こえないが、ラジオでは大幅に大きく聞こえる）
- 前奏が違う。（テレビの方が短い。テキストの楽譜では、テレビ版の前奏を記載）
- 歌詞「聞こえる愛～」の後の間奏の長さが違う。（テレビの方が短い）
- 間奏後の歌詞「海は広いな～」以降のコーラスが違う。（テレビでははっきり聞こえる）

## 収録曲
| 全作詞: 林柳波、前田亘輝、全作曲: 井上武士、春畑道哉、全編曲: 服部隆之。 |                                 |                    |                      |      |
| #                                                                        | タイトル                        | 作詞               | 作曲・編曲           | 時間 |
| 1.                                                                       | 「みんなのうみ」                | 林柳波 、 前田亘輝 | 井上武士 、 春畑道哉 | 4:23 |
| 2.                                                                       | 「みんなのうみ (Instrumental)」 | 林柳波 、 前田亘輝 | 井上武士 、 春畑道哉 | 4:22 |
| 合計時間:                                                                | 合計時間:                       | 8:45               |                      |      |

## 収録アルバム
- B☆B☆Q (#1、album version)
- MIX TUBE-Remixed by Piston Nishizawa- (#1、ミックスバージョン)
- All Singles TUBEst -White- (#1)

## タイアップ
みんなのうみ
- NHK「みんなのうた」2006年6～7月度